# Comuna de Sieciechów
Sieciechów (polaco: Gmina Sieciechów) é uma gminy (comuna) na Polónia, na voivodia de Mazóvia e no condado de Kozienicki. A sede do condado é a cidade de Sieciechów.
De acordo com os censos de 2004, a comuna tem 4251 habitantes, com uma densidade 69,4 hab/km².

## Área
Estende-se por uma área de 61,26 km², incluindo:
- área agricola: 73%
- área florestal: 7%

## Demografia
Dados de 30 de Junho 2004:
|                      | Total   | Total | Mulheres | Mulheres | Homens  | Homens |
| -------------------- | ------- | ----- | -------- | -------- | ------- | ------ |
|                      | pessoas | %     | pessoas  | %        | pessoas | %      |
| População            | 4251    | 100   | 2158     | 50,8     | 2093    | 49,2   |
| Densidade (pop./km²) | 69,4    | 100   | 35,2     | 35,2     | 34,2    | 34,2   |

De acordo com dados de 2002, o rendimento médio per capita ascendia a 1328,51 zł.

## Comunas vizinhas
- Dęblin, Garbatka-Letnisko, Gniewoszów, Kozienice, Puławy, Stężyca